# Arthrolytus
Arthrolytus is een geslacht van vliesvleugeligen uit de familie Pteromalidae. De wetenschappelijke naam van dit geslacht is voor het eerst geldig gepubliceerd in 1878 door Carl Gustaf Thomson.

## Soorten
Het geslacht Arthrolytus omvat de volgende soorten:
- Arthrolytus discoideus (Nees, 1834)
- Arthrolytus fasciatus (Provancher, 1881)
- Arthrolytus glandium Boucek, 1967
- Arthrolytus incisus Askew & Nieves Aldrey, 1982
- Arthrolytus maculipennis (Walker, 1835)
- Arthrolytus megaspilus (Walker, 1874)
- Arthrolytus muesebecki Burks, 1969
- Arthrolytus nanus Askew & Nieves Aldrey, 1982
- Arthrolytus ocellus (Walker, 1834)
- Arthrolytus oezbeki Doganlar, 1978
- Arthrolytus slovacus Graham, 1969
- Arthrolytus usubai Kamijo, 1981